# علي أباد غل كاران (مشيز بردسير)
علي أباد غل کاران (بالفارسية: علی‌آباد گل کاران) هي قرية تقع في إيران في البلدة المركزية.